# Бедность в Пакистане
Бедность в Пакистане резко снизилась, независимые органы подтвердили оценки значительного падения статистики к 2007/08 финансовому году, когда было подсчитано, что 17,2 % всего населения жили за чертой бедности. Тенденция к снижению бедности, наблюдавшаяся в стране в 1970-х и 1980-х годах, была обращена вспять в 1990-х из-за плохой федеральной политики и безудержной коррупции. Это явление получило название «бомба бедности». В 2001 году Международный валютный фонд (МВФ) помог правительству в подготовке Промежуточного документа о стратегии сокращения бедности, в котором предлагаются руководящие принципы сокращения бедности в стране. Согласно отчету, представленному Министерством планирования и развития в Национальное собрание Пакистана, около 29,5 % пакистанцев жили за чертой бедности, что составляет 55 миллионов человек.
По состоянию на 2017 год индекс человеческого развития Пакистана (ИЧР) составляет 0,562, что значительно ниже, чем ИЧР Бангладеш, который составляет 0,608. Бангладеш раньше была другой частью страны и имела гораздо более низкий ИЧР. ИЧР Пакистана — один из самых низких в Азии после Йемена, Афганистана и Сирии.
Распределение благосостояния в Пакистане незначительно варьируется: верхние 10 % населения зарабатывают 27,6 %, а нижние 10 % получают только 4,1 % дохода. В Пакистане обычно низкий коэффициент Джини, следовательно, достойное распределение доходов (относительно меньшее неравенство). Согласно Отчету о развитии человечества ООН, показатели человеческого развития Пакистана, особенно для женщин, значительно ниже показателей стран со сравнимым уровнем дохода на душу населения. В Пакистане также выше уровень детской смертности (88 на 1000), чем в среднем по Южной Азии (83 на 1000).
По данным Азиатского банка развития, на 2017 год в Пакистане проживает около 210 миллионов человек. В 2011 году 12,4 % пакистанцев жили ниже пакистанского определения бедности. Статистика разнится из-за определения бедности. По данным Всемирного банка, уровень бедности в Пакистане снизился с 64,3 % в 2002 году до 29,5 % в 2014 году. Грань бедности составляет 1,90 доллара США в день (ППС 2011 года) (% населения) с 6,1 % в 2013 году до 3,9 % в 2015 году. Пакистан добился значительного прогресса в сокращении бедности, став вторым в списке стран с самым низким уровнем бедности в Южной Азии.
AidData цитирует Всемирный банк и заявляет, что в целом «Пакистан преуспел в преобразовании экономического роста в сокращение бедности».
По данным Всемирного банка, районы сильно различаются по уровню бедности: самый богатый район Абботтабад с численностью населения 5,8 процента, а самый бедный район — район Вашук в Белуджистане — 72,5 процента.

## Пространственное распределение бедности
В течение последнего десятилетия программы искоренения бедности помогли многим бедным принять участие и подняться. Однако мировой финансовый кризис и другие факторы, такие как оккупация Афганистана, повлияли на рост Пакистана. Бедность в Пакистане исторически была выше в сельских районах и ниже в городах. Из 40 миллионов человек, живущих за чертой бедности, 30 миллионов проживают в сельской местности. В 1990-е годы уровень бедности в сельской местности резко вырос, и разрыв в доходах между городскими и сельскими районами страны стал более значительным. Эта тенденция объясняется непропорционально сильным влиянием экономических событий в сельских и городских районах. В Пенджабе также наблюдается значительный градиент бедности среди различных регионов провинции.
Хайбер-Пахтунхва в Пакистане была одним из самых отсталых регионов Южной Азии. Несмотря на это, во многих областях был достигнут огромный прогресс. В настоящее время СЗПП может похвастаться несколькими университетами, включая Университет науки и технологий Гулам Исхак Хана. Пешавар, городок для сна в британских городах, — современный космополитичный город. Можно сделать гораздо больше для инвестирования в социальные и экономические структуры. СЗПП по-прежнему пропитана племенной культурой, хотя самый большой город Пахан — советское вторжение в соседний Афганистан, сохранилось и, согласно западным отчетам, поддерживало режим Талибана. Эти и другие действия привели к нарушению закона и порядка во многих частях области.

## Бедность и пол
Практика гендерной дискриминации в пакистанском обществе также влияет на распространение бедности в стране. Традиционные гендерные роли в Пакистане определяют место женщины как дома, а не на рабочем месте, и определяют мужчину как кормильца. Следовательно, общество инвестирует в женщин гораздо меньше, чем в мужчин. Женщины в Пакистане на протяжении всей жизни страдают от ограниченных возможностей. Уровень грамотности женщин в Пакистане составляет 71,8 % по сравнению с грамотностью мужчин 82,5 %. В законодательных органах женщины составляли менее 3 % законодательного собрания, избранного на общие места до 2002 года. Конституция 1973 года разрешала зарезервировать места для женщин в обеих палатах парламента сроком на 20 лет, таким образом гарантируя, что женщины будут представлены в парламенте независимо от избраны ли они на общие места. Это положение перестало действовать в 1993 году, поэтому в избранных впоследствии парламентах не было зарезервированных мест для женщин. Зарезервированные для женщин места были восстановлены после выборов 2002 года. Теперь за женщинами закреплено 20 % мест в парламенте.

## Экономическая и социальная уязвимость

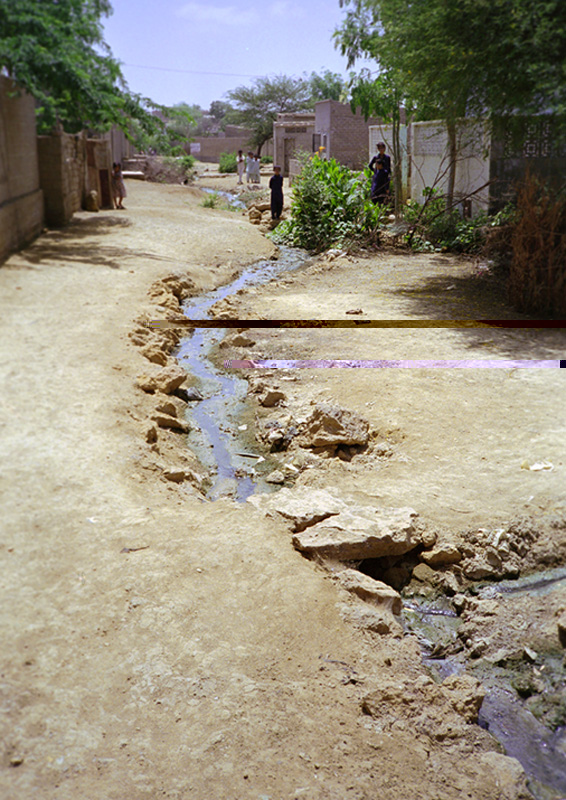
Трущобы в Карачи с открытой канализацией по переулку

«Уязвимость» в данном случае означает лежащую в основе склонность экономически обездоленных людей оказаться за чертой бедности в результате внешних случайных потрясений. Уязвимые домохозяйства обычно имеют низкий уровень расходов. Домохозяйства считаются уязвимыми, если у них нет средств для сглаживания своих расходов в ответ на изменения доходов. В целом, уязвимость, скорее всего, будет высокой в домохозяйствах, сгруппированных вокруг черты бедности. Поскольку стратегии выживания уязвимых домохозяйств зависят в первую очередь от их источников дохода, внешние шоки могут усилить зависимость от заработной платы в несельскохозяйственном секторе. Такой диверсификации не произошло во многих частях Пакистана, что привело к усилению зависимости от кредита.
В то время как экономическая уязвимость является ключевым фактором роста бедности в Пакистане, уязвимость также возникает из-за социального бессилия, политического лишения избирательных прав, а также плохо функционирующих и искажающих механизмы институтов, и они также являются важными причинами сохранения уязвимости среди бедных.
Другими причинами уязвимости в Пакистане являются повседневные преследования со стороны коррумпированных государственных чиновников, а также их неэффективность, изоляция и отказ в основных правах многим в Пакистане. Кроме того, отсутствие адекватной медицинской помощи со стороны государства вынуждает бедных искать частные источники, которые являются дорогими, но все же предпочтительнее возможности врачебной халатности и получения лекарств с истекшим сроком годности в государственных медицинских учреждениях. Кроме того, неспособность государства обеспечить надлежащий закон и порядок во многих частях страны является фактором повышения уязвимости бедных.

## Экологические проблемы
Экологические проблемы в Пакистане, такие как эрозия, использование агрохимикатов, обезлесение и т. Д., способствуют росту бедности в Пакистане. Возрастающее загрязнение способствует увеличению риска токсичности, а низкие промышленные стандарты в стране способствуют увеличению загрязнения.

## Отсутствие адекватного управления
К концу 1990-х годов способ, которым власти управляли ресурсами страны, имеющими социально-экономический статус в целях развития, превратился в важнейшую проблему развития Пакистана. Коррупция и политическая нестабильность, такие как мятеж в Белуджистане и десятилетний вооруженный конфликт с талибами в регионе Вазиристан, привели к снижению доверия со стороны бизнеса, ухудшению экономического роста, сокращению государственных расходов, плохому предоставлению государственных услуг и подрыву верховенства закона. Предполагаемая угроза безопасности на границе с Индией доминировала в культуре Пакистана и привела к доминированию военных в политике, чрезмерным расходам на оборону в ущерб социальным секторам, а также к эрозии закона и порядка в сочетании с несколькими примерами военной политики. закона и примерно четыре государственных переворота за последние пятьдесят лет.
Пакистан долгое время находился под властью военной диктатуры, чередующейся с ограниченной демократией. Эти быстрые изменения в правительстве привели к быстрым изменениям и отмене политики, а также к снижению прозрачности и подотчетности в правительстве. Наступление военных режимов привело к непрозрачности распределения ресурсов. Те, кто не составляют политическую элиту, не могут заставить политических лидеров и правительство реагировать на их потребности или выполнять обещания. Приоритеты развития определяются не потенциальными бенефициарами, а бюрократией и политической элитой, которые могут или не могут быть связаны с потребностями граждан. Политическая нестабильность и макроэкономические дисбалансы отразились на плохих рейтингах кредитоспособности даже по сравнению с другими странами с аналогичным уровнем доходов, что привело к бегству капитала и снижению притока прямых иностранных инвестиций. Нынешнее правительство Пакистана заявило о своей приверженности реформам в этой области.
Кроме того, в крупных городах и городских центрах Пакистана проживает около 1,2 миллиона беспризорных детей. Сюда входят нищие и падальщики, зачастую очень молодые. Проблема правопорядка ухудшает их положение, поскольку мальчики и девочки являются справедливой добычей для других, которые заставят их воровать, собирать мусор и заниматься контрабандой, чтобы выжить. Большая часть людей потребляет легкодоступные растворители, чтобы утолить голод, одиночество и страх. Дети уязвимы для заражения ЗППП, таких как ВИЧ / СПИД, а также других заболеваний.

## Феодализм
Пакистан является домом для большой феодальной системы землевладения, когда семьи землевладельцев владеют тысячами акров земли и сами мало работают в сельском хозяйстве. Поскольку феодализм процветает в таких районах, люди не могут приобретать и владеть землей, которая является одним из основных источников средств к существованию в сельскохозяйственных районах Пакистана. Они привлекают своих крепостных к работе на земле. 51 % бедных арендаторов должны деньги арендодателям. Власть помещиков позволяет им использовать единственный ресурс, который бедные могут предоставить: их собственный труд.